# Sammlung Deutscher Drucke
Die Sammlung Deutscher Drucke (SDD) ist ein Zusammenschluss sechs deutscher Bibliotheken in einer Arbeitsgemeinschaft mit dem Ziel, eine möglichst vollständige Sammlung der gedruckten Werke des deutschen Sprach- und Kulturraums vom Beginn des Buchdrucks bis heute aufzubauen, zu erschließen, sie der Öffentlichkeit zur Verfügung zu stellen
und für künftige Generationen zu bewahren.

## Organisation und Zuständigkeit
Dabei ist jede Bibliothek für einen festgelegten Zeitabschnitt zuständig:
- 1450–1600: Bayerische Staatsbibliothek, München
- 1601–1700: Herzog August Bibliothek, Wolfenbüttel
- 1701–1800: Niedersächsische Staats- und Universitätsbibliothek, Göttingen
- 1801–1870: Universitätsbibliothek Johann Christian Senckenberg, Frankfurt am Main
- 1871–1912: Staatsbibliothek zu Berlin
- ab 1913:   Deutsche Nationalbibliothek, Leipzig und Frankfurt

Die Arbeitsgemeinschaft Sammlung Deutscher Drucke wurde 1989 gegründet und wird nach einer fünfjährigen Förderung durch die Volkswagenstiftung inzwischen von den Unterhaltsträgern der beteiligten Bibliotheken finanziert. Im Jahr 2010 stand den sechs beteiligten Bibliotheken eine Summe von insgesamt 885.175 Euro für Erwerbungen zur Verfügung, 2009 waren es 725.456 Euro. Zusammen mit der Deutschen Nationalbibliothek und den Sondersammelgebieten bildet die Sammlung Deutscher Drucke gewissermaßen eine verteilte Nationalbibliothek.

## Erschließung
Schwerpunkt der Aktivitäten ist die retrospektive Erwerbung. Da es für Deutschland bis 1912 keine vollständige historische Nationalbibliographie gab bzw. mittlerweile nur in Teilen gibt, beteiligen sich die Bibliotheken weiterhin als Kooperationspartner an verschiedenen kooperativen Erschließungsprojekten:
Für die Inkunabel-Zeit (1450–1500) gibt es den Inkunabelkatalog  Deutscher Bibliotheken (INKA) und den Gesamtkatalog der Wiegendrucke, die beide alle in Europa hergestellten Drucke dieser Zeit erfassen.
Die deutschen Drucke des 16. Jahrhunderts sind relativ gut erschlossen. Der größte Teil der heute noch existierenden Ausgaben ist im Verzeichnis der im deutschen Sprachraum erschienenen Drucke des 16. Jahrhunderts (VD 16) erfasst. Das VD 16 verzeichnet allerdings keine Einblattdrucke.
Auch für die Werke des 17. Jahrhunderts wird mit dem Verzeichnis der im deutschen Sprachraum erschienenen Drucke des 17. Jahrhunderts (VD 17) seit 1996 eine retrospektive Nationalbibliografie erstellt.
Ein ähnliches Projekt für das 18. Jahrhundert (VD 18) befindet sich noch in der Planungsphase. Die Werke des 18. Jahrhunderts sind im Katalog der SUB Göttingen verzeichnet, die
mittels Neuerwerbungslisten über den Fortgang der Sammlungstätigkeit informiert. Dies gilt analog für das 19. Jahrhundert in Frankfurt und Berlin.
Ab 1913 sind alle deutschsprachigen Werke in der Deutschen Nationalbibliografie verzeichnet.